# Periclimenes lepidus
Periclimenes lepidus is een garnalensoort uit de familie van de Palaemonidae. De wetenschappelijke naam van de soort is voor het eerst geldig gepubliceerd in 1978 door Bruce.